# Cephaloleia bondari
Cephaloleia bondari es un coleóptero de la familia Chrysomelidae.
Fue descrita científicamente en 1945 por Monrós.